# 圣米良德洛斯卡瓦列罗斯
圣米良德洛斯卡瓦列罗斯，是西班牙卡斯蒂利亚-莱昂莱昂省的一个市镇。 总面积25平方公里，总人口209人（001年），人口密度8人/平方公里。